# Opopaea suspecta
Opopaea suspecta là một loài nhện trong họ Oonopidae.
Loài này thuộc chi Opopaea. Opopaea suspecta được Michael Saaristo miêu tả năm 2002.